# Хмельчич
Хмельчич (словен. Hmeljčič) — поселення в общині Мирна Печ, регіон Південно-Східна Словенія, Словенія.